# Rödbodgatan

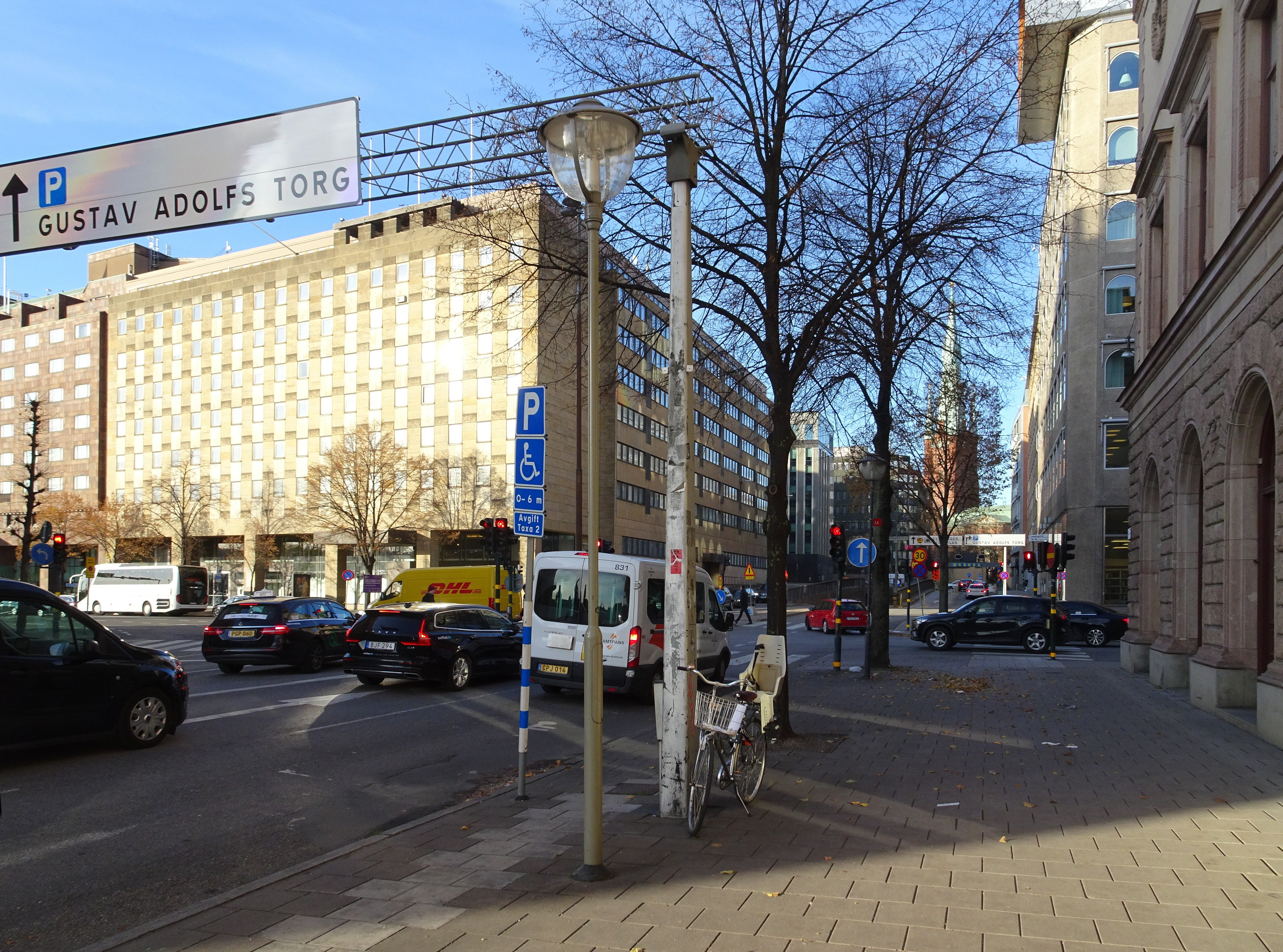
Rödbodgatan, norrut 2019.

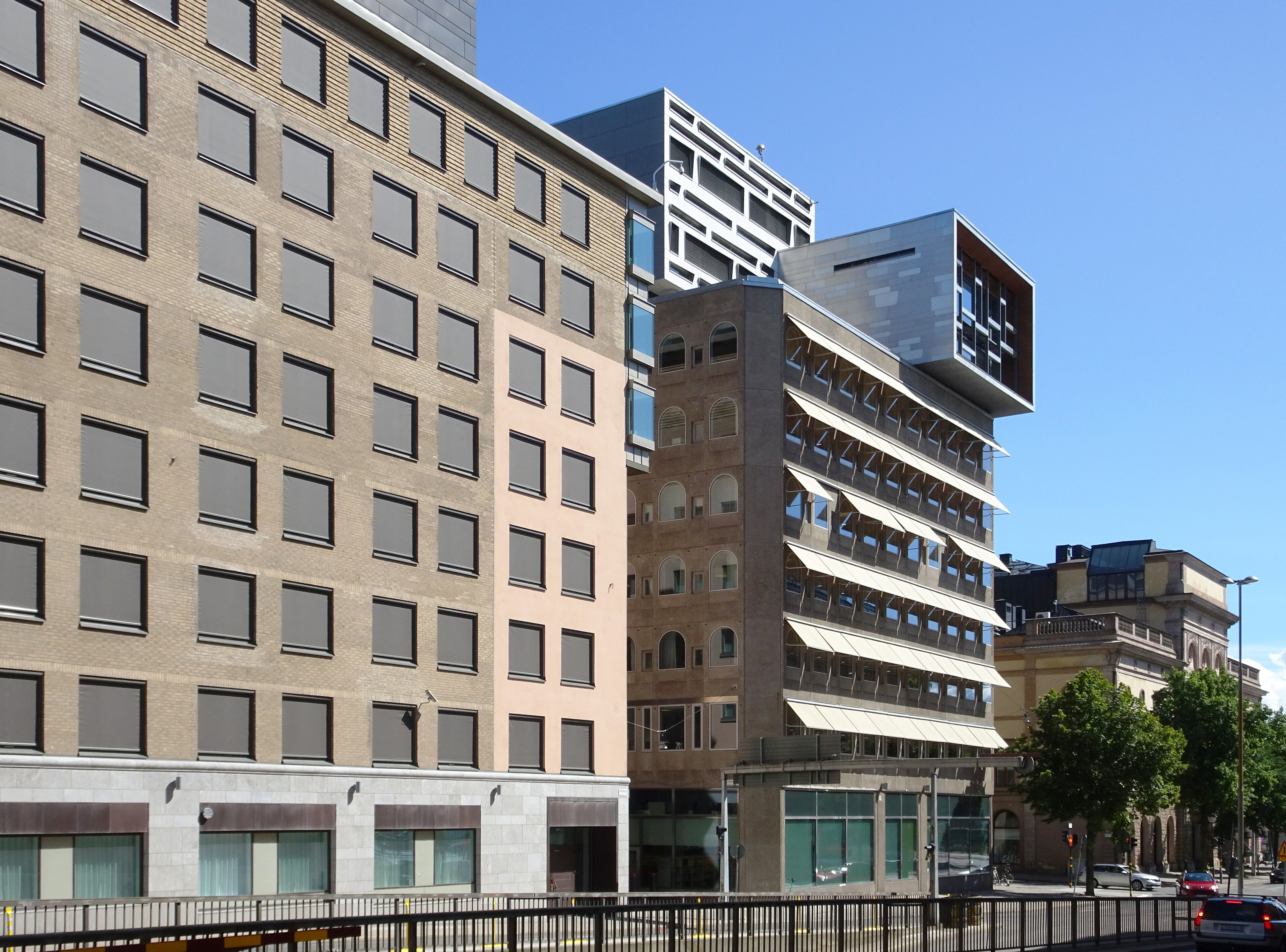
Rödbodgatan, söderut med Departementets hus till vänster 2020.

Rödbodgatan är en gata på Norrmalm i centrala Stockholm. Gatan sträcker sig från Tegelbacken respektive Jakobsgatan i söder till Herkulesgatan i norr och fick sitt namn 1968.

## Historik
Rödbodgatan har sitt namn efter Rödbotorget som utgör gatans förlängning söderut. Här sträckte sig ursprungligen Klara södra kyrkogata. Rödbodgatan anlades i samband med Norrmalmsregleringen och består av två enkelriktade stråk med Klarafaret (rampen till ett underjordiskt parkeringshus) däremellan. Rödbogatans båda delar är hårt trafikerade eftersom de ingår trafiksystemet kring Tegelbacken och Klaratunneln.

## Gatan under förändring
Vid Rödbodgatans östra sida ligger Departementets hus uppfört åren 1969–1971 efter arkitekt Nils Teschs ritningar. Vid Rödbodgatans västra sida märks det så kallade KPMG-huset, uppfört 1970–1973 efter ritningar av Erik Thelaus arkitektkontor. Idag har Rödbodgatan en total bredd av 29,5 meter. Genom den planerade rivningen av KPMG-huset och nybyggnad för Sveriges Kommuner och Landsting kommer bredden att minska till cirka 18 meter. Den minskade gatubredden innebär att Klarafarets in- och utfart vid Rödbodgatan tas bort, vilket kan ses som en återgång till den tidigare gatubredden från 1600-talet när Klara södra kyrkogatan gick här.